# Episodi de I Vendicatori
La serie animata I Vendicatori è andata in onda negli Stati Uniti dal 30 ottobre 1999 al 26 febbraio 2000 su Fox Kids ed è composta da 13 episodi.
| Nº | Titolo                           | Titolo originale             | Prima TV Stati Uniti |
| -- | -------------------------------- | ---------------------------- | -------------------- |
| 1  | Finalmente uniti - Prima parte   | Avengers Assemble - Part-One | 30 ottobre 1999      |
| 2  | Finalmente uniti - Seconda parte | Avengers Assemble - Part-Two | 6 novembre 1999      |
| 3  | Il prigioniero dell'obelisco     | Kang                         | 13 novembre 1999     |
| 4  | Leale per sempre                 | Comes a Swordsman            | 27 novembre 1999     |
| 5  | La rivolta delle macchine        | Remnants                     | 4 dicembre 1999      |
| 6  | L'assalto al treno               | Command Decision             | 11 dicembre 1999     |
| 7  | Macchinazione pericolosa         | To Rule Atlantis             | 15 gennaio 2000      |
| 8  | Stelle cadenti                   | Shooting Stars               | 22 gennaio 2000      |
| 9  | Missione di recupero             | What a Vision Has to Do      | 29 gennaio 2000      |
| 10 | Corsa contro il tempo            | Egg-Streme Vengeance         | 5 febbraio 2000      |
| 11 | Atteso risveglio                 | The Sorceress's Apprentice   | 12 febbraio 2000     |
| 12 | Terra e fuoco - Prima parte      | Earth and Fire - Part-One    | 19 febbraio 2000     |
| 13 | Terra e fuoco - Seconda parte    | Earth and Fire - Part-Two    | 26 febbraio 2000     |

## Finalmente uniti - Prima parte
- Titolo originale: Avengers Assemble - Part-One
- Prima TV Stati Uniti: 30 ottobre 1999

Il robot Ultron crea l'androide Visione e lo manda ad attaccare il presidente degli Stati Uniti assieme ad altri robot. Ad accorrere in suo aiuto arrivano i Vendicatori, gruppo di supereroi capitanati dallo scienziato Henry Pym, alias Ant-Man, e i cui membri, oltre a lui, sono sua moglie Wasp, Occhio di Falco, Tigra, Scarlet e Wonder Man. Tuttavia, per colpa di Occhio di Falco, il presidente non viene protetto adeguatamente, venendo salvato soltanto dall'aiuto provvidenziale di Falcon, un supereroe esterno al gruppo. Visto l'accaduto, l'agente governativo Sikorskij avverte i Vendicatori che il presidente ha chiesto che Occhio di Falco venga espulso dal gruppo, facendo entrare al suo posto Falcon. Successivamente Visione dà il via a un nuovo attacco in città e i Vendicatori raggiungono il luogo, lasciando però Ant-Man alla loro base, essendo impegnato a disattivare l'autodistruzione di un robot di Ultron che stava analizzando. I Vendicatori si rendono però conto che si è trattato di una trappola per lasciare Ant-Man da solo, venendo attaccato da altri robot. I Vendicatori lo raggiungono, ma Wonder Man viene ferito gravemente.

## Finalmente uniti - Seconda parte
- Titolo originale: Avengers Assemble - Part-Two
- Prima TV Stati Uniti: 6 novembre 1999

Dopo aver sconfitto Visione, Henry tenta di curare Wonder Man ma, non riuscendoci, decide di inserire la sua coscienza all'interno dell'androide, così da riuscire a salvarne almeno la mente, se non il corpo. All'inizio l'esperimento funziona solo in parte, perché all'interno dell'androide coesistono due diverse personalità, quella buona di Wonder Man e quella malvagia di Visone. Dopo che Falcon raggiunge i Vendicatori per chiedere di entrare a far parte della squadra, il gruppo viene attaccato da Ultron, e Ant-Man si rende conto che il nemico è in realtà un robot da lui costruito in passato che lui credeva distrutto, ma che è invece riuscito a modificare da solo il proprio corpo, diventando la creatura malvagia che il gruppo ha affrontato. Dopo l'accaduto la mente di Wonder Man prende il sopravvento su quella di Visione, che quindi scompare, e a questo punto Ultron si ritira temporaneamente, rubando però il corpo di Wonder Man. A questo punto Falcon e Visione entrano ufficialmente a far parte dei Vendicatori.

## Il prigioniero dell'obelisco
- Titolo originale: Kang
- Prima TV Stati Uniti: 13 novembre 1999

Quando alcuni archeologi ritrovano un piccolo obelisco antico, da esso esce Kang il Conquistatore, un potente essere proveniente dal futuro che è stato intrappolato in una prigione temporale. Il suddetto vuole recuperare l'obelisco, che è stato preso dai Vendicatori, per poter avere il controllo di tutti i tempi. Tenendo in ostaggio Wasp riesce a farsi consegnare l'obelisco, che però è stato modificato dallo scienziato, privando così Kang delle proprie forze. Quest'ultimo viene così rispedito nella sua prigione temporale.

## Leale per sempre
- Titolo originale: Comes a Swordsman
- Prima TV Stati Uniti: 27 novembre 1999

I Vendicatori vengono avvertiti del fatto che sia stato rubato un campione di Mythrax, una batterio che, se fatto esplodere in una bomba, provocherebbe moltissime vittime. I principali sospettati sono i membri di un circo per cui in passato lavorava Occhio di Falco, e così il suddetto torna in tale circo, dove incontra il suo vecchio amico Spadaccino e il capo Ringmaster. Dopo aver scoperto che effettivamente sono loro i colpevoli del furto, finge di stare dalla loro parte e, tramite questo doppiogioco, riesce a far disinnescare ad Ant-Man una bomba sulla quale era stato inserito il Mythrax, sventando così la minaccia del batterio.

## La rivolta delle macchine
- Titolo originale: Remnants
- Prima TV Stati Uniti: 4 dicembre 1999

I Vendicatori vengono chiamati a indagare su un'isola che viene usata per attuare degli esperimenti nucleari, e lì si ritrovano a dover affrontare alcune macchine create da Ultron che, lasciate da solo, si sono evolute sviluppando una propria intelligenza. Ultron, ritrovate le sue creazioni, si allea con loro per sconfiggere i Vendicatori e scopre che sull'isola si è sviluppato un virus tecnologico che potrebbe infettare i macchinari di tutto il mondo, ed è intenzionato a usarlo. I Vendicatori però se ne rendono conto e, dopo aver lottato contro le macchine, Ant-Man dà al governo l'ordine di far saltare in aria l'isola, così da debellare il virus.

## L'assalto al treno
- Titolo originale: Command Decision
- Prima TV Stati Uniti: 11 dicembre 1999

Il perfido Barone Zemo assalta un treno, assieme ad alcuni suoi alleati, per rubare delle armi, ritrovandosi a dover affrontare i Vendicatori, accompagnati dal loro cofondatore Capitan America. Quest'ultimo tende a comportarsi da capo, mettendo Ant-Man in secondo piano e facendo così pensare al governo che non sia un ottimo comandante per il gruppo. Tuttavia, dopo che i Vendicatori riescono a sconfiggere Zemo e i suoi uomini proprio grazie ad Ant-Man, il governo deve ricredersi.

## Macchinazione pericolosa
- Titolo originale: To Rule Atlantis
- Prima TV Stati Uniti: 15 gennaio 2000

Dopo che si verificano alcuni violenti terremoti, il principe di Atlantide, Namor viene sospettato di esserne la causa. I Vendicatori vanno quindi ad Atlantide, dove scoprono che il vero colpevole è il perfido Attuma, che vuole diventare il sovrano del regno sottomarino e perciò ha causato i terremoti grazie a un macchinario. I Vendicatori, aiutati da Namor, riescono però a sconfiggerlo, distruggendo il succitato macchinario.

## Stelle cadenti
- Titolo originale: Shooting Stars
- Prima TV Stati Uniti: 22 gennaio 2000

L'organizzazione criminale Zodiaco, comandata dal perfido Taurus, fa cadere numerosi satelliti sulla Terra, rischiando di causare gravi danni. Tuttavia i Vendicatori, aiutati dal loro cofondatore Iron Man, riescono a impedire che la loro caduta provochi disastri. Nonostante ciò i membri dello Zodiaco sono ugualmente soddisfatti, poiché il loro obiettivo era in realtà quello di liberare il cielo dai satelliti.

## Missione di recupero
- Titolo originale: What a Vision Has to Do
- Prima TV Stati Uniti: 29 gennaio 2000

Visione si offre di fare da esca per attirare Ultron, così da seguirlo e trovare il suo nascondiglio, nonché Wonder Man. Il piano sembra funzionare, ma, dopo che il gruppo ha raggiunto il covo di Ultron, quest'ultimo rivela di aver capito le loro intenzioni, e vuole obbligare Ant-Man a modificare Visione così che torni a seguire i suoi ordini. Alla fine però i Vendicatori riescono a fuggire col corpo di Wonder Man.

## Corsa contro il tempo
- Titolo originale: Egg-Streme Vengeance
- Prima TV Stati Uniti: 5 febbraio 2000

Durante una parata i superpoteri di Ant-Man, che gli permettono di rimpicciolirsi o ingigantirsi, cominciano ad avere dei problemi, dato che il suddetto si ingrandisce costantemente senza poter tornare alla sua statura normale. Il suo conoscente Elihas Starr, soprannominato Testa d'Uovo, si offre di aiutarlo dandogli quello che sembrerebbe essere un antidoto, ma che in realtà lo fa rimpicciolire talmente tanto da non risultare più visibile. I Vendicatori scoprono che il malfunzionamento dei superpoteri è stato in realtà colpa di Testa d'Uovo, che, volendosi sbarazzare di Ant-Man (considerandolo un suo rivale), ha fatto sì che il suddetto assumesse involontariamente una sostanza che ha causato tutti i problemi. Visione riesce tuttavia a creare un antidoto, facendo tornare Ant-Man alle sue dimensioni normali, mentre Testa d'Uovo viene arrestato.

## Atteso risveglio
- Titolo originale: The Sorceress's Apprentice
- Prima TV Stati Uniti: 12 febbraio 2000

Per poter salvare Wonder Man, Scarlet decide di chiedere aiuto ad Agatha Harkness, sua insegnante di magia. Dopo averla aiutata a sconfiggere suo figlio Nicholas, che aveva cattive intenzioni, Scarlet riceve da Agatha i suoi poteri, grazie ai quali riesce a far rinvenire Wonder Man. Quest'ultimo e Scarlet, che avevano una relazione amorosa, si sono così finalmente riuniti.

## Terra e fuoco - Prima parte
- Titolo originale: Earth and Fire - Part-One
- Prima TV Stati Uniti: 19 febbraio 2000

Dopo il verificarsi di pericolosi disastri ambientali, i Vendicatori indagano sui luoghi in cui sono accaduti, mentre Wasp va da Cornelius Van Lundt, ex collega di suo padre che teme possa essere il colpevole, in quanto ha a disposizione i progetti di un macchinario che potrebbe aver causato tali danni. In effetti Van Lundt, segretamente, è in realtà Taurus, il capo dello Zodiaco. Non avendo trovato prove a sufficienza, Wasp torna segretamente da Van Lundt insieme a Ant-Man, ma i due vengono attaccati da alcuni robot.

## Terra e fuoco - Seconda parte
- Titolo originale: Earth and Fire - Part-Two
- Prima TV Stati Uniti: 26 febbraio 2000

Dopo che Ant-Man e Wasp scoprono che il piano di Van Lundt è quello di colpire un determinato punto della Terra, i Vendicatori e lo Zodiaco si ritrovano a sfidarsi in uno scontro. I Vendicatori riescono a fermare temporaneamente i loro nemici, ma Taurus è sempre pronto ad attaccare. Inoltre Wonder Man, per motivi sconosciuti, si ritrova nuovamente in uno stato di sonno perenne dopo lo scontro. Visione crede che ciò abbia a che fare con Ultron.